# Scholtzia obovata
Scholtzia obovata är en myrtenväxtart som först beskrevs av Dc., och fick sitt nu gällande namn av Johannes Conrad Schauer. Scholtzia obovata ingår i släktet Scholtzia och familjen myrtenväxter. Inga underarter finns listade i Catalogue of Life.